# Batavia Air
Batavia Air foi uma empresa aérea da Indonésia fundada em 2002 e que encerrou suas atividades em 2013. 

## Frota

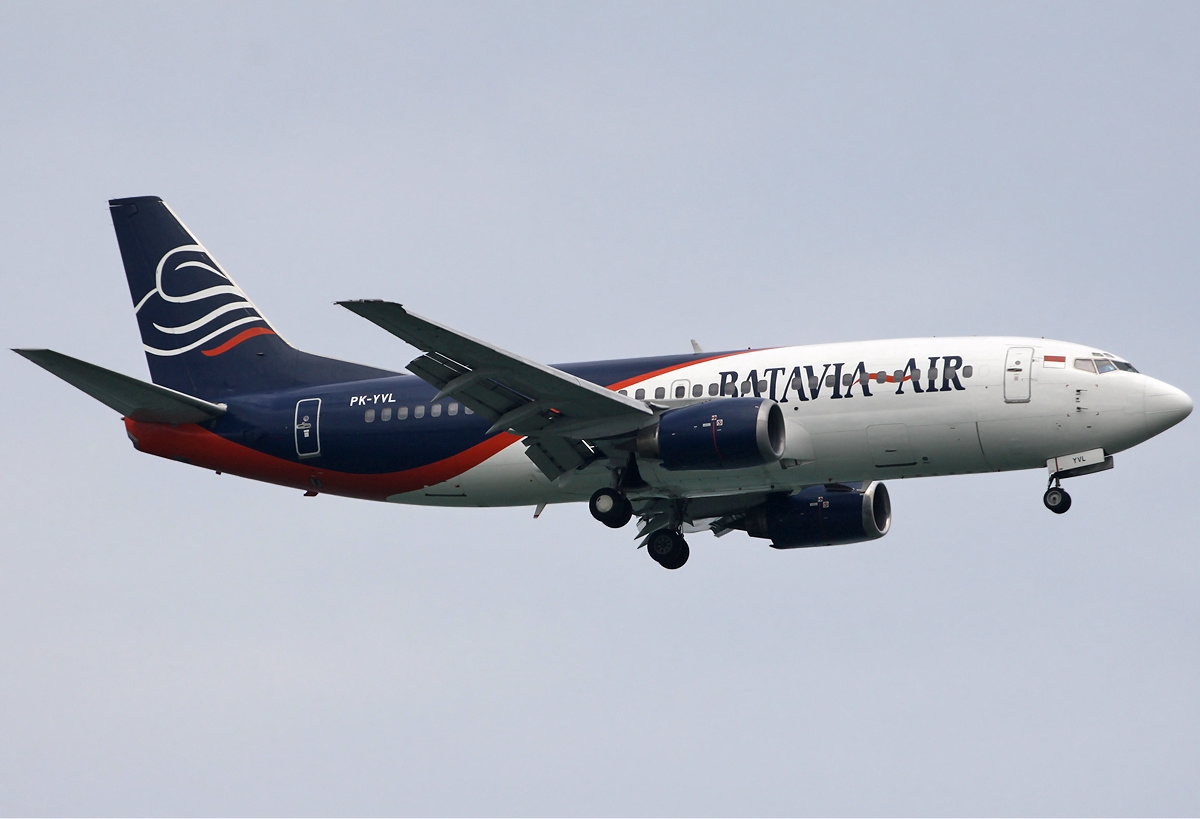
Boeing 737-300 da Batavia Air.

Em dezembro de 2012.
- 6 Airbus A320-200
- 1 Airbus A321-200
- 1 Airbus A330-200
- 15 Boeing 737-300
- 10 Boeing 737-400
- 1 Boeing 737-500